# Gruppo Volkswagen
Il Gruppo Volkswagen o Volkswagen AG dal tedesco Volkswagen Aktiengesellschaft, internazionalmente noto come Volkswagen Group, è una multinazionale industriale tedesca operante nel settore dei trasporti e con sede a Wolfsburg.
Il gruppo comprende marchi da sette diversi paesi europei: per le automobili Volkswagen, Audi, SEAT, Cupra, Škoda Auto, Bentley, Lamborghini e Porsche, per le moto Ducati e per i veicoli commerciali Volkswagen Veicoli Commerciali, Traton e Scania.
È membro dell'Istituto europeo per le norme di telecomunicazione (ETSI).

## Storia

### Le acquisizioni
- Nata nel 1937, cominciò la sua espansione societaria acquistando la Auto Union (società proprietaria del marchio Audi) dalla Daimler-Benz.
- Nel 1981 Carl Hahn divenne presidente del gruppo Volkswagen. Sarà ricordato per aver aumentato la produzione, durante il suo mandato, da 2 a 3,5 milioni di vetture e per aver acquistato la casa spagnola SEAT nel 1985, dopo la rottura degli accordi tra la SEAT e la FIAT.
- Nel 1991 si aggiunge al gruppo il marchio Škoda, con l'acquisizione della Škoda Auto (divisione automobilistica della Škoda Holding, da cui è ora indipendente).
- Nel 1998 vengono acquisiti i marchi Bentley, Bugatti e Lamborghini.
- Nel 2008 Volkswagen acquisisce la quota di maggioranza di Scania AB, con il 70% dei diritti di voto e il 45,5% dei diritti di capitale.
- Nel luglio 2009 è definita l'operazione di integrazione di Porsche nel gruppo Volkswagen, acquistandone il 49,9% delle azioni.
- A gennaio 2010 diventa socio della Suzuki, grazie ad un investimento di 1,6 miliardi di euro, necessari per l'acquisto di 107,95 milioni di azioni (19,9%) della casa giapponese. Sempre nello stesso anno, il 25 maggio 2010, il gruppo Volkswagen acquisisce il 90,1% della Italdesign Giugiaro, compresi i diritti di marchio e brevetti[5][6].
- Il 4 luglio 2011 si assicura la maggioranza in MAN, con il 53,7% del capitale e il 55,9% dei diritti di voto. Questa acquisizione ha la finalità di creare un polo di mezzi pesanti in Europa, tramite la fusione della neo acquistata e della controllata svedese Scania.
- Nell'aprile 2012 acquista il marchio Ducati[7] e nell'agosto dello stesso anno anche il restante 50,1% delle azioni di Porsche.[8]

## Struttura del gruppo
Il Gruppo Volkswagen detiene la proprietà delle seguenti società:
- Audi (100%)[9]: Volkswagen l'acquistò dalla Daimler-Benz nel 1964.
  - Audi Sport (100%): divisione sportiva e reparto corse di Audi.
  - Bentley (100%): è stata acquistata nel 1998 e da gennaio 2022 è controllata da Audi.[10]
  - Lamborghini (100%): è stata acquistata da Audi nel 1998.
    - Ducati (100%): di proprietà Lamborghini, è stata acquistata nel 2012.
    - Italdesign Giugiaro (100%): è di proprietà di Lamborghini, controllata dalla società Audi, che ne aveva acquistato il 90,1% nel 2010 e poi la rimanente quota nel 2015.[5][6].
- Jetta: brand per il mercato cinese, fondato nel 2019 in joint venture con il Gruppo FAW, che propone una linea di vetture basate sulla Volkswagen Jetta, modello molto apprezzato nel paese[11].
- Porsche (75%): di proprietà del gruppo dal 2009 (49,9%) e dal 2012 con il 100%, il gruppo ha ceduto il 25% delle azioni alla casa automobilistica grazie ad un'IPO nel 2022[12].
  - Bugatti Rimac (45%): joint venture controllata da Porsche (45%) e Rimac (55%) per lo sviluppo di nuove vetture a marchio Rimac e Bugatti indipendenti (quest'ultima in precedenza controllata direttamente dal gruppo Volkswagen)[13].
- Scout Motors (100%): brand di suv e pick-up elettrici, fondato nel 2022, dedicato al mercato statunitense[14].
- SEAT (100%): di proprietà della Volkswagen AG dal 1990, è stata la prima controllata non tedesca del gruppo.
  - Cupra (100%): di proprietà SEAT, è nata nel 2018 come filiale indipendente produttrice di automobili sportive derivate dal gruppo spagnolo e, in seguito, anche di modelli inediti, tra cui la Formentor e la Born (quest'ultima inizialmente concepita per il marchio SEAT[15]).
- Škoda Auto (100%): di proprietà del gruppo dal 1991, inizialmente tramite un accordo di cooperazione e il 30% delle quote. In seguito, il gruppo acquista il 60,3% nel 1994 e il 70% nel 1995, fino a diventarne interamente proprietaria a partire dal 2000.
- Traton (89,7%): già Volkswagen Truck & Bus, rappresenta la divisione del gruppo Volkswagen che si occupa della commercializzazione dei mezzi pesanti.
  - MAN Truck & Bus (100%): trasferita a Traton dopo la fusione con MAN ad agosto 2021.
  - Navistar International (100%): con tale marchio si occupa della produzione e commercializzazione di camion. Già partecipata a partire da febbraio 2017 al 16,6% da Volkswagen Truck & Bus, da luglio 2021 è interamente di proprietà di Traton.
  - Scania (100%): trasferita sotto il controllo di Traton dal gennaio 2015. Il gruppo Volkswagen aveva già acquisito diverse quote nel luglio 2008, rendendo Scania il nono marchio del gruppo.
  - Volkswagen Truck & Bus (100%): è la divisione brasiliana del gruppo Volkswagen che si occupa della produzione di camion e autobus. Venduta dal gruppo Volkswagen a MAN nel dicembre 2008 e da quella data nota anche come MAN Latin America. Nel novembre 2011 Volkswagen acquisì la maggioranza delle azioni di MAN, riacquistando di conseguenza la divisione Volkswagen Truck & Bus. Da agosto 2021, dopo aver incorporato MAN, la proprietà del marchio è stata trasferita a Traton.
- Volkswagen Auto (100%): marchio fondatore del gruppo.
- Volkswagen Veicoli Commerciali (100%): divisione dedicata ai veicoli commerciali leggeri, indipendente dal 1995.

### Partecipazioni
Il Gruppo Volkswagen possiede anche altre quote azionarie:
- Diconium (100%)[16]
- IAV (50%)[17]
- MOIA (100%): Servizi di mobilità[18].